# Alan Wilder
Alan Charles Wilder (Hammersmith, Londres, Inglaterra; 1 de junio de 1959) es un músico, arreglista, productor, programador y compositor inglés, más conocido por haber formado parte del grupo de música electrónica Depeche Mode.

## Historia
De niño creció en una familia de clase media en el barrio de Acton, distrito de Hammersmith.  Es el menor de tres hermanos, todos ellos con estudios de música y de hecho fue su padre quien le impuso estudiar también música, lo que aceptó a regañadientes.
Para su adolescencia tenía ya una sólida preparación y era capaz de tocar instrumentos acústicos como la batería y la flauta, o electrónicos como el sintetizador, y precisamente por el sintetizador desde muy joven reveló un mayor interés.
Una vez que Wilder terminó sus estudios de nivel secundario, sus padres le animaron a buscar empleo en los estudios de grabación de Londres, ya que la música electrónica que nacía pocos años antes con Kraftwerk era lo único que parecía interesarle. Después de algunos rechazos consiguió entrar en los estudios DJM como "chico de los recados", pero ello le daba la oportunidad de que, una vez los grupos abandonaban las sesiones de grabación, practicara con todos los instrumentos musicales posibles. Esto le posibilitó su participación en bandas breves como The Dragons, Dafne & the Tenderspots, Real to Real y The Hitmen, además de tocar teclados en el sencillo «If I Had You» de The Korgis en 1979.

### Trayectoria conDepeche Mode
En 1981 acudió a una audición después de leer un anuncio en la revista Melody Maker que decía “Banda importante busca músico menor de veintiún años interesado en los sintetizadores a tiempo completo”. Wilder mintió sobre su edad para participar en esa audición, pues en ese año ya tenía cumplidos los veintidós, pero se quedó con el puesto.
La banda era Depeche Mode, que después de su primer disco había sido abandonada por el miembro que más dominio tenía sobre el sonido electrónico que los dio a conocer y verdadero creador de ese grupo, Vince Clarke. Así, a pesar de tener Wilder cierta experiencia en bandas juveniles, entró en un principio como teclista sustituto solo para tocar la parte de Clarke en los conciertos del todavía incipiente grupo durante la gira See You Tour, por un salario de 50 libras a la semana y "sin derecho a formar parte de la banda”, sin embargo, insistía en cooperar con algunas ideas que ellos inicialmente rechazaban. Ese mismo año, el grupo concretaría su álbum A Broken Frame y al poco tiempo se embarcaban en una nueva gira, el Broken Frame Tour, nuevamente con Wilder tan solo como músico de apoyo.
Los integrantes de Depeche Mode, Martin Gore, Dave Gahan y Andrew Fletcher, se dieron cuenta tras año y medio de estar trabajando con Wilder que debían darle su lugar en la banda, después de todo este tenía la educación musical que ellos no tenían, así que lo integraron formalmente al grupo al concluir 1982; la primera vez que apareció como integrante del grupo fue en el video del sencillo "Leave in Silence" de A Broken Frame. En 1983 grabó por primera vez como miembro con Depeche Mode la canción "Get the Balance Right!", un sencillo aislado en el que junto con Martin Gore escribieron el tema instrumental "The Great Outdoors!", el lado B, siendo ésta su primera aportación creativa al grupo. Poco después apareció el álbum Construction Time Again, en donde Depeche Mode, ya con Wilder integrado, fuera otra vez un cuarteto.
El cambio en el sonido de la banda fue evidente, Wilder, interesado por las nuevas tecnologías digitales comenzó a experimentar con samplers y a encargarse de casi todo el trabajo de producción y en sus primeros años como miembro de Depeche Mode inclusive compuso los temas "Two Minute Warning" y "The Landscape is Changing" de la colección Construction Time Again, así como la canción "Fools" que apareció como lado B del sencillo "Love, in Itself" de ese disco, y coescribió con Martin Gore la canción "Work Hard" que apareció como lado B del sencillo "Everything Counts" también de ese disco. Asimismo compuso después el tema "If You Want" del álbum Some Great Reward de 1984, y la canción "In Your Memory" que apareció como lado B del sencillo "People Are People" de ese disco.
Para 1986 se dedicó casi exclusivamente a perfeccionar las canciones de Martin Gore, únicamente coescribió con él y con Daniel Miller la canción "Black Day" que apareció como uno de los lados B del sencillo "Stripped", y con Gore coescribió el tema instrumental "Christmas Island" que apareció como lado B del sencillo "A Question of Lust", y prácticamente él solo preparaba los conciertos.
En 1989 logró darle al sonido del disco Violator acabados estilísticos que resultaron esenciales en la etapa de mayor éxito del grupo. Los arreglos de Wilder para el material fueron de lo más alabado de su trayectoria con DM y el álbum se volvería señero en la historia de la música electrónica.
En 1993 la agrupación cambió por completo su orientación musical haciendo un disco de rock influido en mucho por la corriente grunge de los Estados Unidos. Martin Gore y Dave Gahan estaban hundidos en problemas de alcohol y de drogas y solo su exhaustivo trabajo en el estudio sacó adelante el disco Songs of Faith and Devotion, donde nuevamente su educación y su talento musical concretaron el ambicioso proyecto. El disco es recordado porque en él Wilder apareció como baterista de Depeche Mode, demostrando nuevamente sus dotes musicales.
De modo disimulado a la prensa, Wilder y Andrew Fletcher en realidad nunca llevaron una buena relación laboral, pero en aquella época, viéndose solos en el estudio, Wilder comenzó a reclamar con dureza a Fletcher no aportar nada a la música de la banda.
Con ese disco llevaron a cabo una muy prolongada gira, el Devotional-Exotic Tour, al término de la cual se tomaron unos meses de descanso para en 1995 volver al estudio a trabajar en su siguiente álbum, sin embargo a mediados de ese año David Gahan tuvo una hospitalización de emergencia debido a un intento de suicidio provocado por una sobredosis; en menor medida Martin Gore pasaba por problemas similares con el alcohol. Wilder no soportó más y en ese año anunció su separación tras trece años de permanencia, desde entonces, se dedicó por completo a su propio proyecto, Recoil, que había iniciado en 1986 cuando era miembro de la banda, aunque sin los niveles de exposición y éxito que tuvo con Depeche Mode.
El dato de que Alan Wilder dejó Depeche Mode inmediatamente después de concluir el Devotional-Exotic Tour es incorrecto, pues la gira concluyó en julio de 1994 y su salida del grupo fue en junio de 1995, esto es, casi exactamente un año después de concluir la gira.
Después de abandonar Depeche Mode, Wilder incluso recibió una oferta para entrar como miembro a The Cure, pero la rechazó en pos de hacer una carrera solista declarando simplemente que después de Depeche Mode lo último en lo que pensaba era en un grupo.
En su comunicado, sus motivos radicaron en que hubo un creciente deterioro en las relaciones internas, reconociendo los logros que había alcanzado el grupo, también consideró que desde el principio se esforzó continuamente para dar total energía, entusiasmo y compromiso, pero el trabajo en equipo era desequilibrado y consideró que su labor nunca recibió el respeto y el reconocimiento que todo su desempeño debían garantizarle.
Durante su permanencia en Depeche Mode, Alan Wilder participó en los que se han considerado los mejores discos del grupo. Temas como "People Are People" y "Enjoy the Silence" se conocen por haber sido virtualmente mejorados por Wilder después de ser concebidos por Martin L. Gore.

### Tras su salida de Depeche Mode
Recoil en ningún momento se constituyó como un grupo, su concepto fue siempre el de un proyecto musical conducido solo por Wilder, quien contó con diversas colaboraciones en sus discos.
Sobre su salida de Depeche Mode, en el momento se especuló mucho. Aunque el grupo, contrario a lo que muchos dieran por sentado, continuó sin Wilder, algunos consideraron que su más característico sonido se había ido con él. También hubo quienes hicieron especial hincapié en que su salida obedeció a la falta de reconocimiento que sintió por todo el trabajo que hacía, lo cual manifestó en el comunicado donde se desprendía del grupo, lo cierto es que su salida no pareció completamente en buenos términos, mientras en DM solo de manera ocasional llegaron a mencionar el abandono y el impacto que ello les provocó, de hecho, algunos incluso interpretaron la letra de la canción «Useless» del álbum Ultra como una velada crítica a las pretensiones de Wilder al dejarlos. Años después, Wilder mencionaría «Barrel of a Gun» y «Home» como sus canciones favoritas post Depeche Mode, aunque notando que su masterización y la creciente compresión como parte de la guerra del volumen no eran de su agrado.
Posteriormente, el 17 de febrero de 2010, 15 años después de haber abandonado DM y 16 después de haber participado por última vez en una gira, durante un concierto benéfico en el Royal Albert Hall en Londres correspondiente a la gira Tour of the Universe del álbum Sounds of the Universe de DM, Wilder subió al escenario con Martin Gore a tocar el piano para la interpretación de "Somebody", al cabo de la cual se dieron un abrazo y al salir del escenario se abrazó también con Andrew Fletcher. La presentación incluso se publicó como álbum limitado a través de Internet bajo el nombre Concert for Teenage Cancer Trust.
En marzo de 2010, Wilder comenzó su primera gira solista. Para ello, se hizo acompañar del ingeniero Paul Kendall, quien colaboró en el proyecto Recoil y de hecho participó haciendo lo propio en el álbum Songs of Faith and Devotion de DM, presentándose propiamente como un dueto, si bien no con los niveles masivos de DM sino en aforos más modestos por Europa y un par de presentaciones en Estados Unidos e incluso una en la Ciudad de México. Ese mismo año, se publicó el primer compilatorio de Recoil, y el dúo llevó a cabo asimismo otras presentaciones en Europa y Sudamérica.
Para 2011 aparecieron en el compilatorio Remixes 2: 81-11 sus remezclas de la canción «In Chains», siendo su segunda participación con el grupo en un año y para una de las canciones posteriores a su estancia. Poco antes de la publicación de ese material, en mayo de ese mismo año, Wilder, con Paul Kendall, participaron en Londres en un festival especial del sello Mute Records, en el cual aparecieron también Vince Clarke, Martin Gore, Andrew Fletcher, Gareth Jones y Daryl Bamonte.
Después de su álbum y su gira Selected, publicó su primer álbum en vivo y el proyecto Recoil pasó a la práctica inactividad. Su última participación registrada fue una grabación en piano para la cantante británica emergente Dede en su canción «Calling the Clock» en noviembre de 2016.

## Trascendencia
El más distintivo aporte de Alan Wilder durante su estancia en Depeche Mode, y por el que más se le recuerda, es su particular estilo de tocar el teclado, siempre en notación grave, las teclas hacia la izquierda, lo cual daría al grupo un muy peculiar sonido "oscuro", como ya era evidente desde sus primeras participaciones en la canción "Work Hard", lado B del éxito "Everything Counts", aunque capitalizado en temas como "Never Let Me Down Again" en donde el acompañamiento de su teclado resultó fundamental para hacerlo oír más pesaroso.
Otros temas que se distinguieron por la dureza del teclado fueron "People Are People", cuya melodía principal años después le sería atribuida a Wilder, "Master and Servant" pesada y sintética casi hasta lo robotizado, "Shake the Disease" donde llegara a puntos de auténtico dramatismo, "A Question of Lust" en la cual su acompañamiento se convertía en algo melancólico, "Strangelove" que es más un ejercicio rítmico de destreza con la notación grave, "Sacred" en la que otra vez capitalizaron un sonido de plano dramático, mientras en "World in My Eyes" ponía una acompasada base sostenida totalmente sintética, y tiempo después "Walking in My Shoes" con otra dramática base de teclado al inicio.
En otros temas por el contrario, hacía un acompañamiento solo de complemento, casi minimalista, como en la propia "Everything Counts" o en "Behind the Wheel", tras de haberlas trabajado incansablemente en las sesiones de estudio, pues sus contribuciones a nivel de producción fueron todavía más notables, desde prácticamente los álbumes Construction Time Again y Some Great Reward en donde llevaran al extremo el experimentalismo creativo teniendo incluso problemas técnicos para mezclar algunos de los temas; mientras para el álbum Black Celebration se decantó por las bases sintéticas sostenidas; y para el álbum Music for the Masses su teclado adquiría un verdadero protagonismo, de hecho cabe destacar que el propio Wilder declararía que David Bascombe acabó siendo más el ingeniero que el productor de aquel álbum; para Violator nuevamente optaría por las bases sostenidas alcanzando su punto más alto en "Enjoy the Silence".
Por último, para el álbum Songs of Faith and Devotion el propio Dave Gahan revelaría tiempo después que tras mucho trabajo todo estaba resultando en un disco muy malo, pero Wilder prácticamente lo rehízo él solo, apenas con ayuda del productor Flood y de Daniel Miller.
Sin embargo, sus contribuciones serían sobre todo complementando y perfeccionando las canciones de Martin Gore, pues por ejemplo los temas que llegó a escribir para DM no se encuentran como algo de lo más popular del grupo. Nada más al considerar las que aparecieron en álbumes y no como lados B, "Two Minute Warning" hablaba sobre la Guerra Fría y la triste expectativa de la población al respecto, pero por lo demás experimentaba con la musicalización haciendo algo por completo sintético alejándose mucho del discurso meramente industrial del álbum Construction Time Again; en "The Landscape is Changing" trataba el tema del deterioro ambiental ejercitando una melodía todavía más artificial; y en "If You Want" aparentemente seguía divirtiéndose con el efectismo de los sintetizadores para generar una base rítmica.

## Álbumes favoritos
En 2011, previo a su participación en el Festival Short Circuit con Mute Records, Wilder fue invitado por The Quietus para expresar comentarios sobre los 13 álbumes favoritos que formaron su carrera musical, antes de Depeche Mode y posteriormente en Recoil.
Sus elecciones fueron:
- Television – Marquee Moon (1977)
- Lou Reed – Berlin (1973)
- PiL – Metal Box (1979)
- Talk Talk – Spirit of Eden (1988)
- Steve Reich – The Desert Music (1985)
- David Bowie – Aladdin Sane (1973)
- Radiohead – OK Computer (1997)
- Massive Attack – Collected (2006)
- Morrissey – You Are the Quarry (2004)
- Brian Eno – Taking Tiger Mountain (By Strategy) (1974)
- The Beatles – The White Album (1968)
- Henryk Górecki – Symphony No. 3 (1992)
- Pink Floyd – Meddle (1971)

## Discografía

### ConDepeche Mode
Los discos de Depeche Mode en los cuales Alan Wilder participó activamente son:
- Construction Time Again (1983)
- Some Great Reward (1984)
- Black Celebration (1986)
- Music for the Masses (1987)
- 101 (1989, álbum en directo)
- Violator (1990)
- Songs of Faith and Devotion (1993)

### En su proyectoRecoil
- 1 + 2 (1986, Mini LP)
- Hydrology (1988)
- Bloodline (1992)
- Unsound Methods (1997)
- Liquid (2000)
- SubHuman (2007)
- Selected (2010, álbum recopilatorio)
- A Strange Hour in Budapest (2012, álbum en directo)

## Temas para Depeche Mode
Aunque múltiples veces se menciona que puede haber cocreado y es público que varios temas los reformuló casi completos, lo cual lo volvería coautor, se acredita a Alan Wilder como autor de cinco temas de Depeche Mode y coautor de otros cuatro.
"The Great Outdoors!" (1983, lado B instrumental coescrito con Martin Gore)
"Work Hard" (1983, lado B coescrito con Gore)
"Fools" (1983, lado B)
"Two Minute Warning" (1983)
"The Landscape is Changing" (1983)
"In Your Memory" (1984, lado B)
"If You Want" (1984)
"Black Day" (1986, lado B coescrito con Gore y con Daniel Miller)
"Christmas Island" (1986, lado B instrumental coescrito con Gore)

## Giras
Wilder participó en nueve giras con DM; dos como músico de apoyo y en las otras siete como el cuarto miembro de la banda.
- See You Tour (1982, como músico de apoyo)
- Broken Frame Tour (1982-1983, como músico de apoyo)

- Construction Tour (1983-1984)
- Some Great Tour (1984-1985)
- Black Celebration Tour (1986)
- Tour for the Masses (1987-1988)
- World Violation Tour (1990)
- Devotional Tour (1993)
- Exotic Tour (1994)

En febrero de 2010, tuvo una aparición especial durante el Tour of the Universe en un concierto en el Royal Albert Hall de Londres, tocando el piano para el tema Somebody.
Recoil
- Selected Events (2010; gira solista con Paul Kendall)